# Tan Yuling
Tan Yuling (Chinees: 谭玉龄) (Peking, 11 augustus 1920 - Hsinking, 14 augustus 1942) was de derde echtgenote van China's laatste keizer Puyi. Ze werd geboren in de Mantsjoe Tatara clan. In 1937 huwde ze op 16-jarige leeftijd met Puyi, op aanbeveling van prins Yulang. Ze werd aangewezen als concubine Xiang. Puyi huwde haar om zijn vrouw, keizerin Wan Rong, te straffen voor haar opiumverslaving. 
In 1942 werd Tan Yuling door een arts behandeld in verband met een urineweginfectie, nog geen dag later overleed zij. De omstandigheden worden als verdacht gezien. Ze werd postuum benoemd tot Nobele Gemalin Mingxian.